# Boucle (théorie des graphes)
Pour les articles homonymes, voir Boucle.

Le sommet 1 de ce graphe possède une boucle.

En théorie des graphes, une boucle est une arête d'un graphe ayant pour extrémités le même sommet. Les boucles sont notamment interdites dans les graphes simples, mais elles sont autorisées dans les multigraphes.